# Epitome de Caesaribus
L'Epitome de Caesaribus è un'opera storica latina scritta alla fine del IV secolo.
Si tratta di una breve descrizione dei regni degli imperatori da Augusto a Teodosio il Grande. Erroneamente attribuita a Sesto Aurelio Vittore, l'opera è stata scritta da un autore anonimo che era molto probabilmente un pagano. L'autore ha utilizzato la cosiddetta Enmannsche Kaisergeschichte e gli (ora perduti) Annales di Virio Nicomaco Flaviano (un amico di Quinto Aurelio Simmaco). Sebbene molto breve e non sempre affidabile, contiene anche informazioni utili.